# غات

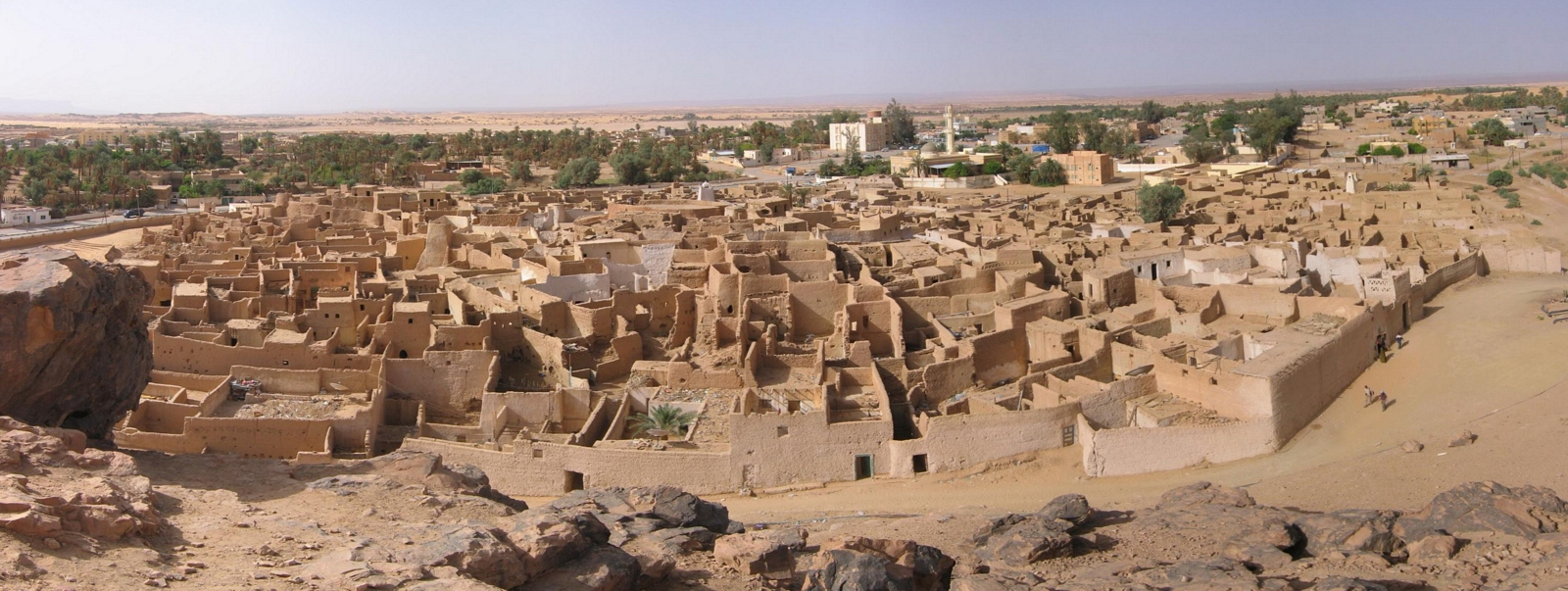
غات

غات أو باسمها الأمازيغي الأصلي أغات هي مدينة أمازيغية ليبية تقع في صحراء الليبية الغربية على مشارف الحدود الليبية الجزائرية وتتبع المدينة بلدية غات وهي عاصمتها وبها مطار للرحلات الداخلية. سكان المدينة من الطوارق، وهم أمازيغ الصحراء الكبرى ويتكلمون اللغة الأمازيغية التي هي لغة ليبيا الأصلية ويعرفون الكتابة الليبية القديمة، وفيهم أقليات تتحدث لهجات ليبية عربية مخلوطة بالأمازيغية لغة أجدادهم، وقليل منهم يتحدثون بلغة الهوسا الزنجية الوافدة من خارج ليبيا.

## أصل التسمية

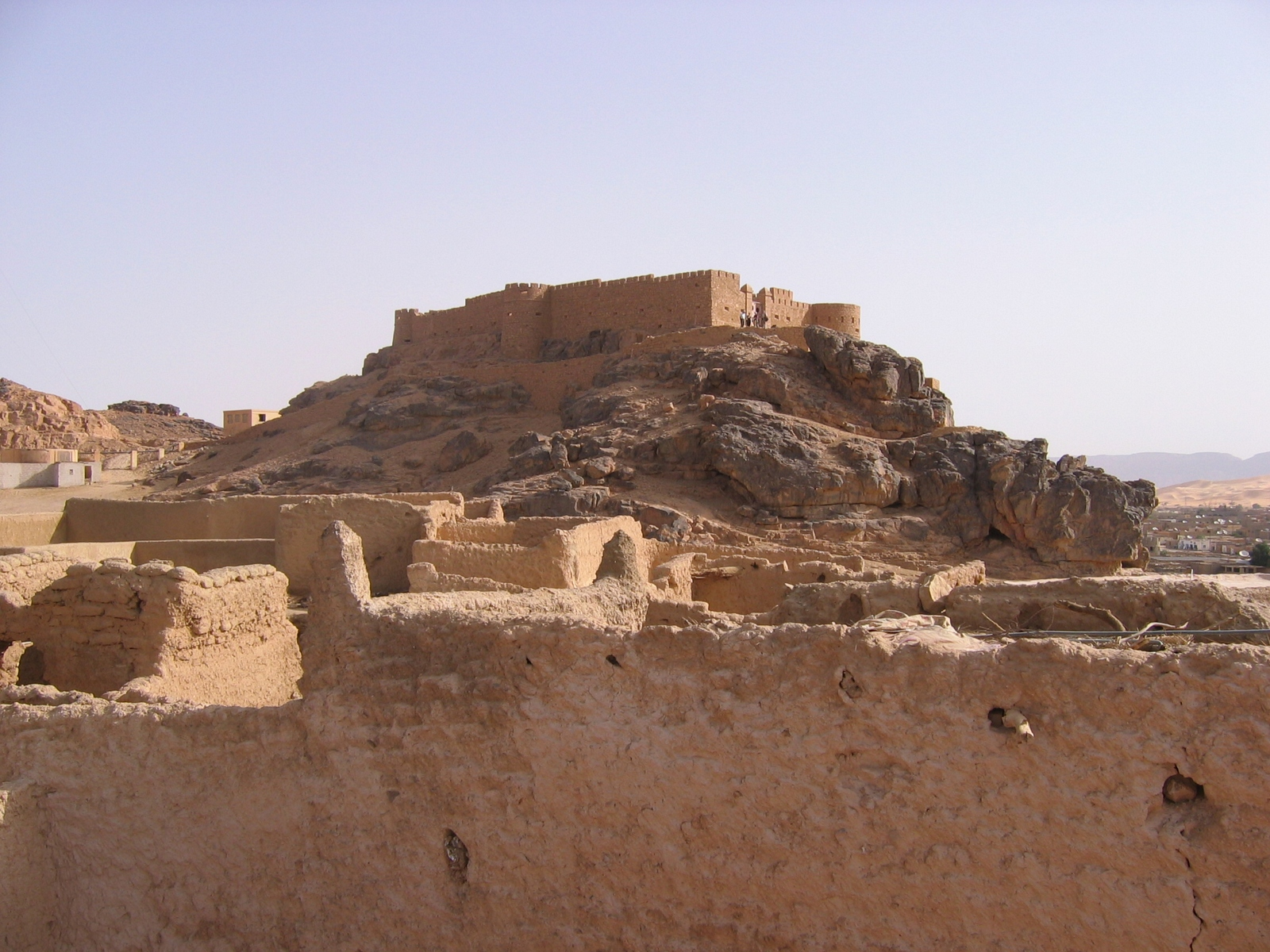
قلعة في غات

اختلفت الآراء حول التسمية فمن الناس من قال أنها من الغيث أي أنها تغيث المسافر في الصحراء وتؤمن له الزاد والماء، ومنهم من قال أنها مسماة على اسم ولي صالح وهو غوث حيث كان يسكن المدينة وعندما مات سميت المدينة باسمه، ولا يزال قبره في المدينة القديمة بغات والتسمية الثانية هي الأرجح لدى سكان غات.

## تاريخ المدينة
في المدينة قلعة تركية قديمة، وهي محاطة بجبال أكاكوس من الناحية الشرقية وبها عدد من القرى التابعة لها ومن الناحية الجنوبية منها وعلى بعد 100 كلم تقريبا توجد سلسلة جبال طاسيلي التي تحوي على أقدم النقوش الأثرية والتي تعود إلى سبعة آلاف سنة قبل الميلاد وتعتبر تلك المنطقة من أكبر المتاحف الطبيعية في هذا المجال. كانت المدينة قديما طريقا للقوافل التجارية وكانت مرتبطة بمدينة تنبكتو القاطنة في قلب الصحراء الكبرى ارتباطا وثيقا.

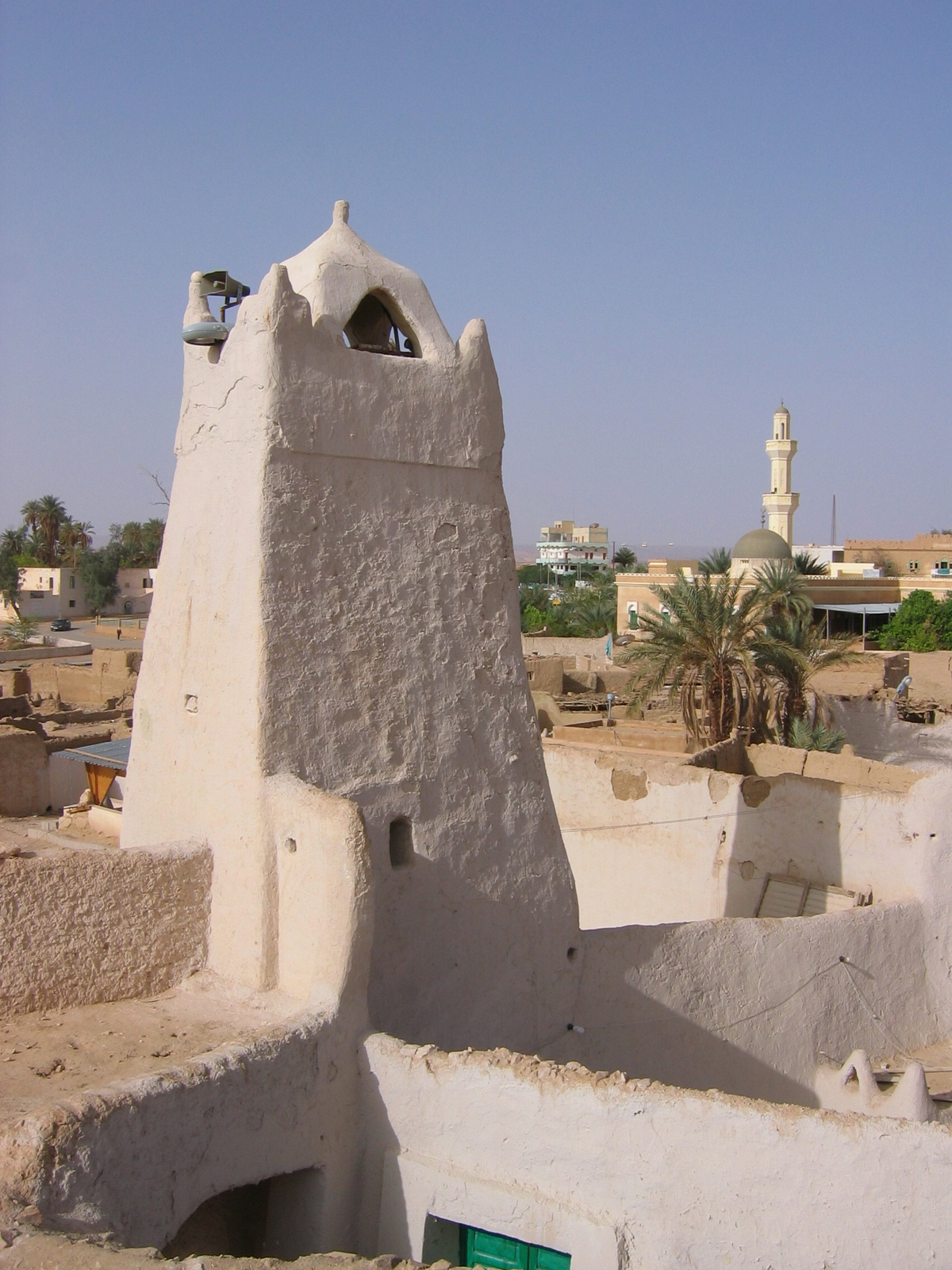
مدخل مدينة غات